# In the Heights
In the Heights is een Amerikaanse musicalfilm uit 2021 onder regie van Jon M. Chu. Het is een verfilming van de gelijknamige Broadwaymusical van Quiara Alegría Hudes en Lin-Manuel Miranda. De film beschikt over een ensemblecast bestaande uit onder meer Anthony Ramos, Corey Hawkins, Leslie Grace en Melissa Barrera.

## Verhaal
De film volgt de levens, dromen en liefdes van een groep jonge mannen en vrouwen die opgroeien in de Latijns-Amerikaanse gemeenschap van Washington Heights (bijgenaamd The Heights).

## Rolverdeling
| Acteur             | Personage         |
| ------------------ | ----------------- |
| Anthony Ramos      | Usnavi de la Vega |
| Leslie Grace       | Nina Rosario      |
| Corey Hawkins      | Benny             |
| Melissa Barrera    | Vanessa           |
| Olga Merediz       | Abuela Claudia    |
| Daphne Rubin-Vega  | Daniela           |
| Gregory Diaz IV    | Sonny de la Vega  |
| Stephanie Beatriz  | Carla             |
| Dascha Polanco     | Cuca              |
| Jimmy Smits        | Kevin Rosario     |
| Noah Catala        | Graffiti Pete     |
| Marc Anthony       | Mr. de la Vega    |
| Lin-Manuel Miranda | Mr. Piragüero     |

## Productie
In november 2008 kondigde Universal Pictures aan dat het de Broadwaymusical In the Heights van Quiara Alegría Hudes en Lin-Manuel Miranda zou verfilmen. Kenny Ortega werd in dienst genomen om de film te regisseren. Ondanks plannen om in de zomer van 2011 aan de opnames te beginnen, werd het project in maart 2011 stopgezet. Vijf jaar later werd het project opgepikt door The Weinstein Company, het productiebedrijf van producent Harvey Weinstein. Nadien werd Jon M. Chu in dienst genomen als regisseur. Chu had eerder ook al de financieel succesvolle dans- en muziekfilms Step Up 2: The Streets (2008) en Step Up 3D (2010) geregisseerd.
In 2017 werd Weinstein door verschillende vrouwen uit de filmindustrie beschuldigd van seksuele aanranding. De vele beschuldigingen tegen de producent betekenden het einde van zijn carrière en het faillissement van zijn studio. De verfilming van In the Heights werd in mei 2018 voor een bedrag van 50 miljoen dollar verkocht aan Warner Brothers.
In oktober 2018 werd Anthony Ramos gecast als het hoofdpersonage. In januari 2019 werd Corey Hawkins aan het project toegevoegd. Drie maanden later werd de cast uitgebreid met onder meer Jimmy Smits, Melissa Barrera, Leslie Grace, Stephanie Beatriz en Dascha Polanco. In juni 2019 raakte ook de casting van Marc Anthony en Lin-Manuel Miranda zelf bekend. Diezelfde maand gingen de opnames van start in New York.

## Release en ontvangst
De Amerikaanse première van In the Heights is gepland voor 11 juni 2021. De film werd in de Verenigde Staten zowel in de bioscoop als op streamingdienst HBO Max uitgebracht worden. De Amerikaanse bioscooprelease was oorspronkelijk gepland voor 26 juni 2020, maar door de coronapandemie werd de release in de loop van 2020 met een jaar uitgesteld.
De film kreeg lovende kritieken van de Amerikaanse filmpers. Op Rotten Tomatoes heeft In the Heights een waarde van 96% en een gemiddelde score van 8.3/10, gebaseerd op 312 recensies. Op Metacritic heeft de film een gemiddelde score van 84/100, gebaseerd op 54 recensies.

## Trivia
- Lin-Manuel Miranda vertolkte in de oorspronkelijke musical het hoofdpersonage Usnavi. In de verfilming speelt hij het nevenpersonage Mr. Piragüero. Usnavi wordt in de film vertolkt door Anthony Ramos, die de zoon van Miranda's titelpersonage vertolkte in de bekende musical Hamilton. In 2012 vertolkte Ramos in een regionale opvoering van In the Heights het personage Sonny de la Vega.
- Olga Merediz vertolkte het personage Abuela Claudia in 2008 ook in de Broadway-versie van In the Heights.